# Alessandro I di Tver'
Alessandro I di Tver' (in russo Александр Михайлович Тверской?, Aleksandr Michajlovič Tverskoj) (Tver', 7 ottobre 1301 – Saraj, 29 ottobre 1339) è stato Gran Principe di Tver' dal 1326 fino alla sua morte, nonché Gran Principe di Vladimir dal 1326 al 1327.

## Biografia
Secondogenito del Principe Michail di Tver' e di Anna di Kašin, in gioventù gli furono conferiti gli appannaggi di Cholm e Mikulin. Nel 1320 sposò Anastasia di Galizia. Nel 1326, succedette come Principe di Tver' e di Vladimir al fratello Demetrio, ucciso per ordine di Uzbeg Khan nella città di Saraj. L'anno successivo un ufficiale tataro, Shevkal (cugino di Uzbeg), arrivò a Tver' con un largo contingente militare.
Dopo essersi stabilito nel palazzo di Alessandro, secondo i resoconti storici, iniziò a terrorizzare la città, permettendo alle sue truppe di uccidere e saccheggiare liberamente. Voci di corte sostenevano inoltre che fosse suo obiettivo uccidere Alessandro, usurpare il suo trono e introdurre l'Islam nella città. Leggenda vuole che, quando il 15 agosto 1327 alcuni tatari cercarono di portare via il cavallo a un diacono, noto come Diudko, una folla di cittadini corse dapprima in suo aiuto e quindi iniziò a massacrare i tatari accampati in città (rivolta di Tver'). Shevkal e le sue guardie furono bruciati vivi nelle case all'interno delle ove avevano cercato di rifugiarsi nel vano tentativo di sottrarsi al linciaggio.
Il massacro comportò inevitabilmente la rappresaglia tatara. Ivan Kalita, fratello del principe Jurij di Mosca, ucciso nel 1322 da Dimitrij, si recò immediatamente presso l'Orda e, prima che Alessandro avesse la possibilità di giustificarsi presso Uzbeg Khan, persuase quest'ultimo a conferire a Mosca lo yarlik (titolo) del trono di Vladimir. Il Khan inviò inoltre 50.000 soldati, guidati da Ivan, a Tver'. Alessandro fuggì con la propria famiglia a Novgorod, ma quest'ultima rifiutò, per timore dei Tatari, di offrirgli ospitalità: vistosi respinto, decise di rifugiarsi a Pskov. 

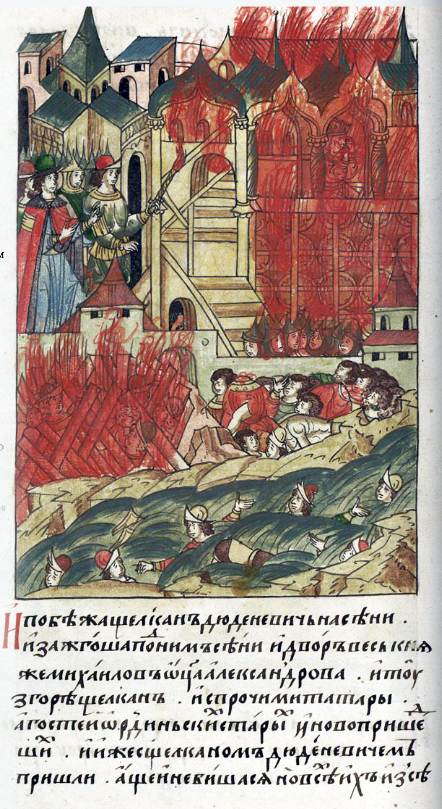
Folla di rivoltosi brucia vivo il cugino del khan Shevkal a Tver' nel 1327

Pskov non solo autorizzò Alessandro ad entrare in città, ma gli conferì il titolo di Principe. La città anelava all'indipendenza rispetto a Novgorod e trovò in questo tentativo un alleato nel Granducato di Lituania, il quale amministrò di fatto la città di Pskov proprio tramite l'insediamento di Alessandro. Tuttavia, nel desiderio di salvare le terre russe da ulteriori devastazioni (se Ivan Kalita avesse sorpreso Alessandro a Pskov, il Khan avrebbe senza dubbio ordinato una spedizione punitiva con il compito di distruggere la città) Alessandro cercò di allontanarsi dalla città ma i cittadini non gli permisero di fuggire. Il Metropolita Teognoste arrivò quindi a Novgorod e, insieme all'Arcivescovo Moisei e sotto l'ordine di Ivan Kalita, scomunicò Pskov. Nel 1329, obbedendo agli ordini del khan, Ivan Kalita e alcuni altri Principi dichiararono guerra alla città.
Alessandro fuggì prima in Polonia, quindi in Svezia e quando il Metropolita revocò la scomunica, tornò a Pskov sotto la protezione di Gediminas, granduca di Lituania. Nel 1335 Alessandro inviò il suo primogenito, Fëdor, all'Orda con il compito di chiedere perdono; due anni dopo vi si recò egli stesso: Uzbeg Khan, in un primo momento, perdonò il suo vecchio nemico e permise il suo ritorno a Tver'. Questo rinnovò le ostilità con Mosca, che Tver' non era tuttavia più in grado di sostenere: a fronte di nuove tensioni, avendo Tver' stretto un'alleanza con Jaroslavl', Ivan Kalita, pur militarmente in netto vantaggio in un eventuale scontro, decise tuttavia di non affrontare il nemico in campo aperto ma si recò dal Khan insieme ai figli Simeone e Ivan, denunciando le provocazioni di Alessandro e dipingendolo come uno strenuo nemico dei mongoli.
Uzbek decise tuttavia di chiamare a sé i principi di Tver' e di Jaroslav, annunciando loro il perdono. Alessandro, oltremodo diffidente, prima inviò il proprio figlio Fyodor a Saraj e successivamente, di nuovo invitato, vi si recò seppur riluttante. I suoi timori furono confermati: nella capitale dell'orda d'Oro egli fu condannato a morte per ordine del Khan nell'ottobre 1339 tramite squartamento insieme al proprio figlio primogenito. I loro corpi fatti a pezzi furono dapprima portati a Vladimir e quindi seppelliti a Tver'.

## Ascendenza
|                          |                  |                         | Genitori |  |  | Nonni |  |  | Bisnonni                |  |  | Trisnonni                |  |
|                          |                  |                         |          |  |  |       |  |  | Jaroslav II di Vladimir |  |  | Vsevolod III di Vladimir |  |
|                          |                  |                         |          |  |  |       |  |  | Jaroslav II di Vladimir |  |  | Vsevolod III di Vladimir |  |
|                          |                  | Marija Švarnova         |          |  |  |       |  |  | Jaroslav II di Vladimir |  |  |                          |  |
| Jaroslav III di Vladimir |                  |                         |          |  |  |       |  |  | Jaroslav II di Vladimir |  |  |                          |  |
|                          |                  | Rostislava Mstislavna   | …        |  |  |       |  |  |                         |  |  |                          |  |
|                          |                  | Rostislava Mstislavna   | …        |  |  |       |  |  |                         |  |  |                          |  |
|                          |                  | Rostislava Mstislavna   | …        |  |  |       |  |  |                         |  |  |                          |  |
| Michail Jaroslavič       |                  | Rostislava Mstislavna   |          |  |  |       |  |  |                         |  |  |                          |  |
|                          |                  | …                       | …        |  |  |       |  |  |                         |  |  |                          |  |
|                          |                  | …                       | …        |  |  |       |  |  |                         |  |  |                          |  |
|                          |                  | …                       | …        |  |  |       |  |  |                         |  |  |                          |  |
| Ksenija                  |                  | …                       |          |  |  |       |  |  |                         |  |  |                          |  |
|                          |                  | …                       | …        |  |  |       |  |  |                         |  |  |                          |  |
|                          |                  | …                       | …        |  |  |       |  |  |                         |  |  |                          |  |
|                          |                  | …                       | …        |  |  |       |  |  |                         |  |  |                          |  |
| Alessandro I di Tver'    |                  | …                       |          |  |  |       |  |  |                         |  |  |                          |  |
|                          | Boris Vasilkovič | …                       |          |  |  |       |  |  |                         |  |  |                          |  |
|                          | Boris Vasilkovič | …                       |          |  |  |       |  |  |                         |  |  |                          |  |
|                          | Boris Vasilkovič | …                       |          |  |  |       |  |  |                         |  |  |                          |  |
| Dimitrij Borisovič       | Boris Vasilkovič |                         |          |  |  |       |  |  |                         |  |  |                          |  |
|                          |                  | Marija Jaroslavna Murom | …        |  |  |       |  |  |                         |  |  |                          |  |
|                          |                  | Marija Jaroslavna Murom | …        |  |  |       |  |  |                         |  |  |                          |  |
|                          |                  | Marija Jaroslavna Murom | …        |  |  |       |  |  |                         |  |  |                          |  |
| Anna di Kašin            |                  | Marija Jaroslavna Murom |          |  |  |       |  |  |                         |  |  |                          |  |
|                          |                  | …                       | …        |  |  |       |  |  |                         |  |  |                          |  |
|                          |                  | …                       | …        |  |  |       |  |  |                         |  |  |                          |  |
|                          |                  | …                       | …        |  |  |       |  |  |                         |  |  |                          |  |
| …                        |                  | …                       |          |  |  |       |  |  |                         |  |  |                          |  |
|                          |                  | …                       | …        |  |  |       |  |  |                         |  |  |                          |  |
|                          |                  | …                       | …        |  |  |       |  |  |                         |  |  |                          |  |
|                          |                  | …                       | …        |  |  |       |  |  |                         |  |  |                          |  |
|                          |                  | …                       |          |  |  |       |  |  |                         |  |  |                          |  |